# Comuna de Kodeń
Kodeń (polaco: Gmina Kodeń) é uma gminy (comuna) na Polónia, na voivodia de Lublin e no condado de Bialski. A sede do condado é a cidade de Kodeń.
De acordo com os censos de 2004, a comuna tem 4110 habitantes, com uma densidade 27,3 hab/km².

## Área
Estende-se por uma área de 150,33 km², incluindo:
- área agricola: 65%
- área florestal: 27%

## Demografia
Dados de 30 de Junho 2004:
|                      | Total   | Total | Mulheres | Mulheres | Homens  | Homens |
| -------------------- | ------- | ----- | -------- | -------- | ------- | ------ |
|                      | pessoas | %     | pessoas  | %        | pessoas | %      |
| População            | 4110    | 100   | 2118     | 51,5     | 1992    | 48,5   |
| Densidade (pop./km²) | 27,3    | 100   | 14,1     | 14,1     | 13,3    | 13,3   |

De acordo com dados de 2002, o rendimento médio per capita ascendia a 1388,35 zł.

## Subdivisões
- Dobratycze, Dobromyśl, Elżbiecin, Kąty, Kodeń, Kopytów, Kopytów-Kolonia, Kostomłoty, Kożanówka, Okczyn, Olszanki, Szostaki, Zabłocie, Zabłocie-Kolonia, Zagacie, Zalewsze.

## Comunas vizinhas
- Piszczac, Sławatycze, Terespol, Comuna de Tuczna.